# Therobia abdominalis
Therobia abdominalis är en tvåvingeart som först beskrevs av Christian Rudolph Wilhelm Wiedemann 1830.  Therobia abdominalis ingår i släktet Therobia och familjen parasitflugor. Inga underarter finns listade i Catalogue of Life.